# 中叔皇
中叔皇（1924年—2005年8月25日），原名张伟明，男，江苏镇江人，中国电影演员、电影，中国电影金凤凰奖特别荣誉奖得主。